# Merve Gülaç
Merve Gülaç est une joueuse de volley-ball turque née le 29 août 1987 à Eskişehir. Elle mesure 1,86 m et joue au poste de centrale. 

## Clubs
| Club                  | De        | À         |
| --------------------- | --------- | --------- |
| Gazi Üniversitesi     |           | 2005-2006 |
| İller Bankası Ankara  | 2006-2007 | 2008-2009 |
| MKE Ankaragücü        | 2009-2010 | 2010-2011 |
| TED Ankara Kolejliler | 2012-2013 | 2012-2013 |
| Bursa BBSK            | 2013-2014 | 2014-2015 |
| Beşiktaş İstanbul     | 2015-2016 | 2017-2018 |
| Anakent Spor Kulübü   | 2018-2019 | …         |

## Palmarès
- Challenge Cup
  - Vainqueur : 2015.